# Каха Басілія
Каха Басілія (груз. კახა ბასილია), також відомий як «Кахія», — грузинський майстер шотокан карате, володар 8-го дана, тренер і організатор. Президент Федерації карате Грузії, президент Всесвітньої федерації шотокан (WSF), а також заступник голови Опікунської ради Української федерації карате (УФК).

## Біографія
Каха Басілія народився наприкінці 1960-х років у Грузії. Закінчив Львівський національний університет імені Івана Франка, де здобув вищу освіту.

## Спортивна кар'єра
Носій чорного поясу 8-го дану зі стилю шотокан карате. Неодноразовий чемпіон світу, СРСР та Японії в індивідуальних і командних змаганнях.

## Організаційна діяльність
- Президент Федерації карате Грузії
- Президент Всесвітньої федерації шотокан (WSF)
- З 2024 року — заступник голови Опікунської ради Української федерації карате (УФК)[2]

## Досягнення
- 8 дан (WSF)
- Чемпіон світу (2015, 2019)
- Чемпіон СРСР та Японії
- Організатор міжнародних чемпіонатів